# Flavij Bauton
Flavij Bauton  je bil romaniziran Frank, rimski konzul in magister militum Zahodnega rimskega cesarstva, * ni znano, † okoli 388.
Ko je uzurpator Magn Maksim napadel Italijo in poskušal v svojo korist strmoglaviti  cesarja Valentinijana II., ga je Bauton z vojsko bizantinskega cesarja Teodozija I. porazil. Kmalu zatem je umrl, verjetno naravne smrti. Nasledil ga je sin Arbogast.
Bauton je nasprotoval predlogu papeža Ambroža, da se iz rimskega senata odstrani poganski oltar Zmage. Bauton je spor izgubil in oltar so odstranili. Po njegovi smrti je sin Arbogast postal vodja kratkotrajne oživitve poganstva. 

## Vira
- Arnold Hugh Martin Jones, John Robert Martindale, John Morris. Bauto. The Prosopography of the Later Roman Empire (PLRE). Band 1, Cambridge University Press, Cambridge 1971, ISBN 0-521-07233-6, str. 159–160.
- Otto Seeck. Bauto. Paulys Realencyclopädie der classischen Altertumswissenschaft (RE). Band III,1, Stuttgart 1897, str. 176.

| Politične funkcije                 | Politične funkcije                        | Politične funkcije                |
| ---------------------------------- | ----------------------------------------- | --------------------------------- |
| Predhodnik: Rikomer, Flavij Klearh | Konzul Rimskega cesarstva 385 z Arkadijem | Naslednik: Honorij, Flavij Evodij |